# Jacques Plait
 (septembre 2019).
Jacques Plait, né le 30 août 1923 à Monestier-de-Clermont (Isère) et décédé le 30 novembre 1994 à Paris, est un producteur et directeur artistique français.

## Biographie
Jacques Plait naît à Monestier de Clermont, un village de l'Isère situé à une quarantaine de kilomètres de Grenoble, puis vit en Algérie jusqu'à l'âge de 20 ans.
À 18 ans, il effectue son service militaire qu'il enchaîne par trois années de guerre contre l'occupation allemande (débarquement de Provence).
À la fin de ses obligations militaires, il s'installe à Paris pour terminer ses études à la faculté de droit du Quartier latin. Il suit parallèlement les cours de comédie de Charles Dullin.
Passionné de jazz, il s'inscrit également au Hot club de France. Durant ses études, il traverse le jardin du Luxembourg chaque semaine pour se rendre chez son disquaire préféré (La Boîte à Musique) afin d'écouter les dernières nouveautés. Il lui arrive souvent de ne pas déjeuner pour s'acheter un disque.
Grand amateur de spectacles, il fréquente de nombreux lieux et salles de concert de la capitale destinés au théâtre, à la musique (jazz) et à la danse, la création artistique en cette période d'après-guerre étant particulièrement enrichissante et enthousiaste.

## Carrière artistique

### Son début de carrière
S'apercevant qu'il ne peut se passer de musique, Jacques Plait renonce à devenir avocat comme son père.
Il fait alors paraître une petite annonce dans Jazz Hot, la revue du Hot Club de France, pour essayer de trouver un emploi dans le milieu artistique. C'est ainsi que Charles Delaunay, le président du Hot Club, le prévient qu'une société de disques américaine est en train de s'installer en France et recherche quelqu'un connaissant bien le Jazz pour s'occuper de l'antenne française. Ce sera le premier pas de Jacques Plait dans l'édition discographique.

#### 1948
Son entreprise est est en fait une minuscule firme[réf. souhaitée] de disques qui édite alors les premiers Dizzy Gillespie et Charlie Parker, Willie Smith, Sidney Bechet, Slam Stewart, Les Paul, Nat King Cole ou Lester Young, etc.
Il est tout seul, donc obligé de tout faire : représentant, vendeur, comptable, secrétaire, technicien, emballeur, livreur, mais surtout, et c'est tout l'intérêt de ce qui s'avérera une position privilégiée, chargé du choix des disques à éditer en France et de leur lancement.

### Sa carrière est lancée

#### 1950 à 1954
Maurice Tézé, l'un des deux « grands » directeurs artistiques de l’époque, entend parler de Jacques Plait et demande à le voir. À leur rencontre, les deux hommes se découvrent de fortes affinités et qu'ils se « complètent». Jacques Plait est alors engagé aux Disques Selmer (Ducretet Thomson par la suite) et va assister Maurice Tézé dans les enregistrements de jeunes inconnus : Charles Aznavour, Franck Pourcel, Virgine Morgan.
Cette époque coïncide avec l'arrivée du disque 33 tours et l'enregistrement sur plusieurs pistes, évolution technique majeure.

#### 1954 à 1958
Quatre ans plus tard, en 1954, Jacques Plait entre chez Pathé Marconi, dont il est directeur du département des disques Capitol, qu'il lance en France.
C'est la grande époque des films musicaux avec Frank Sinatra, Dean Martin ou Yul Brynner, et de comédies musicales comme Oklahoma, qu'il édite et dont il assure la promotion.
Toujours chez Pathé Marconi, on lui confie ensuite le « service promotion ». Aguerri par dix années d'expérience et ses connaissances commerciales, techniques, artistiques et en communication, il connaît désormais tous les secrets du métier. C'est ainsi qu'il devient « directeur artistique ».
C'est le début de l'épanouissement de sa carrière. Il crée le slogan qui se vérifiera pendant longtemps : « Ce qui plaît à Plait, plaît au public ». Il choisit en effet les titres avec un goût sûr et « ses » artistes apparaissent souvent classés dans les hits parades de l'époque.
Le premier artiste qu'il engage chez Pathé Marconi est Richard Anthony, qu'il est le premier à « signer ».

#### 1959 à 1962
Il entre ensuite chez Philips, ou il devient l'adjoint de Jacques Canetti, qui s'intéresse surtout aux auteurs-compositeurs.
Jacques Plait est responsable des variétés et devient très vite directeur de la production artistique. Il s'occupe de Serge Gainsbourg, Guy Béart, Dario Moreno, Claude Bolling... 17 artistes au total, dont Jacques Plait lance la carrière et s'occupe.
Directeur artistique de Serge Gainsbourg, il produit ses premiers 33 tours (chez Philips) et est le premier qui a l'idée de l'amener en Angleterre pour enregistrer. Serge Gainsbourg y grave La Javanaise (1963) qui devient un titre emblématique de son œuvre.
Jacques Plait supervise ensuite les premiers enregistrements de Johnny Hallyday lorsqu'il entre chez Philips : Retiens la nuit, Viens danser le Twist, Le Pénitencier.

### 1962 à 1965: les annéesSheila
Devenu directeur de production, on lui demande de s'occuper de nombreux artistes, jusqu'à dix-sept, mais même en travaillant douze heures par jour, il ne peut y arriver. Le travail effectué aux États-Unis par deux producteurs indépendants, Leiber and Stoller, le fascine. Ils ne s'occupent que d'un ou deux artistes et collectionnent les succès.
Jacques Plait décide de tenter la même chose en France en devenant producteur indépendant, mais il lui faut des années pour convaincre le président de Philips de lui laisser tenter sa chance. Il découvre alors un jeune auteur ambitieux et dynamique, Claude Carrère. C'est le début de leur collaboration et du tandem qui va « faire son chemin... ».
Deux mois après avoir débuté leur collaboration, Jacques Plait et Claude Carrère écoutent, dans un cinéma désaffecté du quatorzième arrondissement, un groupe que leur a recommandé leur ami Henri Leproux, du Golf-Drouot : Les Guitares Brothers. Le groupe ne les emballe pas, mais dans un coin de la scène, il y a une jeune fille de seize ans, chanteuse du groupe, qui attire leur attention. Elle se nomme encore Annie Chancel, mais sous la houlette de Plait et Carrère, elle va très bientôt connaître la gloire avec le nom de scène Sheila.
Avec l'avènement de la mode « yéyé », Sheila devient très rapidement une des grandes vedettes du moment. Neuf disques sont produits en trois ans et autant de succès, avec des titres comme L'école est finie, Vous les copains, je ne vous oublierai jamais, Papa t'es plus dans l'coup, ou encore Première surprise partie.
Ils vont également s'occuper d'un groupe découvert au Golf Drouot, Les Guitares, qui vont accompagner Sheila en tournée et sur ses disques pendant plusieurs années. Le groupe enregistre deux super 45 tours instrumentaux.
Après trois ans avec Sheila et associé à Claude Carrère, Jacques Plait se sépare amicalement de Claude Carrère et, deux mois après, rencontre par hasard un jeune Américain, nommé Joe Dassin.

### 1965 à 1980: les annéesJoe Dassin
Jacques Souplet (qu'il connait depuis le Hot Club de France), récemment nommé PDG de CBS France, demande alors à Jacques Plait de devenir son conseiller personnel et lui présente Joe Dassin le 31 décembre 1965. Si celui-ci, qui vient de sortir son troisième EP, ne marque pas encore le marché français (environ 25 000 exemplaires écoulés de Bip bip), il tient enfin son premier succès d'estime. Jacques Plait tombe ainsi « à point nommé » pour lancer véritablement la carrière du jeune franco-américain, devenant rapidement son producteur et ami.
En avril 1966, le quatrième EP de Joe Dassin est ainsi son premier disque en collaboration avec Jacques Plait, avec deux titres qui sortent rapidement du lot : Ça m'avance à quoi et Comme la Lune. Si les ventes sont encore modestes, les titres passent beaucoup en radio et contribuent à la popularité grandissante du chanteur. Joe Dassin est catalogué parmi les chanteurs de folk song français, mais Jacques Plait entend façonner une autre image de son poulain, davantage « grand public ».
À la fin de l'année, sortent un nouvel EP (Excuse me lady), ainsi que le tout premier album de Joe Dassin, Joe Dassin à New-York, album qu'il enregistre à New York. Toujours pas un franc succès commercial, mais Dassin, sous la protection de son nouveau mentor, continue lentement sa progression dans les hit-parades. En janvier 1967, André Salvet et Bernard Chevry créent le Midem que Joe Dassin va présenter en deux langues. Il sort aussi un nouvel EP le 3 mai 1967 et, cette fois-ci, obtient le premier vrai succès de sa carrière avec Les Dalton, qui se classe no 8 du hit-parade français — accompagné de son inoubliable scopitone, ancêtre du vidéo-clip, avec Jacques Plait en personne dans le rôle du shérif narrateur.
Le succès inauguré par Les Dalton n'est que le premier d'une longue série, dans laquelle se confondent les carrières du chanteur et de son producteur, seulement interrompue par la mort de Joe Dassin, en 1980.

## Publications
- Maryse Massiera et Jacques Plait ; Cher Joe Dassin, 377 pp, Paris (Carrère), 1987.
- Maryse Massiera et Jacques Plait ; Cher Joe Dassin (réédition), 215 pp, Ergo Press (Carrère Distribution), 1989.
- Maryse Grimaldi et Jacques Plait, Joe Dassin, inconnu et fascinant (réédition), 240 pp, ZurfluH éditeur, 2010.